# وانگ شیانبو
وانگ شیانبو (انگلیسی: Wang Xianbo؛ زادهٔ ۲۸ اوت ۱۹۷۶) جودوکار اهل چین بود.